# In the Clutches of the Gang
In the Clutches of the Gang er en amerikansk kort stum komediefilm fra 1914 af instrueret af George Nichols. I filmen optræder Roscoe Arbuckle og the Keystone Cops. Størstedelen af filmen anses at være tabt. Der findes dog et fragment af filmen, der opbevares af Academy of Motion Picture Arts and Sciences. Filmen anses at være et højdepunkt for Keystone Cops, da hele filmen fokuserer på den særdeles aktive, men inkompetente politistyrke.

## Medvirkende
- Roscoe 'Fatty' Arbuckle som Keystone Cop
- Robert Cox som Keystone Cop[4]
- Bobby Dunn som Keystone Cop[4]
- George Jeske som Keystone Cop
- Edgar Kennedy som Keystone Cop
- Virginia Kirtley som The Girl[4]
- Hank Mann som Keystone Cop
- George Nichols som Detektiven
- Ford Sterling som chef Tehiezel
- Al St. John som Keystone Cop